# The Madcap Laughs
The Madcap Laughs je první sólové album britského zpěváka a kytaristy Syda Barretta, který je známý především jako zakládající člen skupiny Pink Floyd. Album vyšlo na začátku roku 1970 (viz 1970 v hudbě).
Po odchodu z Pink Floyd na jaře roku 1968 se Barrett pod dohledem producenta Petera Jennera zavřel do studia, kde za jeden měsíc nahrál první verze některých skladeb, které byly zařazeny na album, jež bylo později vydáno pod názvem The Madcap Laughs. Práce na albu ale byly kvůli Barrettovým psychickým potížím na téměř rok zastaveny. Projekt v dubnu 1969 převzal producent Malcolm Jones, Barrett znovu začal pracovat na novém materiálu, zatímco Jones upravoval nahrávky z předchozího roku. Jako bubeníka pozval Jerry Shirleyho z kapely Humble Pie. V červenci 1969 převzali produkci David Gilmour a Roger Waters, Barrettovi kamarádi a spoluhráči z Pink Floyd, kteří jeho první sólové album pomohli dokončit.
Album The Madcap Laughs bylo vydáno na CD v roce 1990 a v roce 1993 v rámci boxsetu Crazy Diamond (tato verze obsahuje šest bonusových skladeb).

## Seznam skladeb
Všechny skladby napsal(i) Syd Barrett, vyjma té, kde jsou uvedeni autoři. 
| Strana 1 | Strana 1       | Strana 1 | Strana 1 |
| Pořadí   | Název          | Autor    | Délka    |
| -------- | -------------- | -------- | -------- |
| 1.       | Terrapin       |          | 5:04     |
| 2.       | No Good Trying |          | 3:26     |
| 3.       | Love You       |          | 2:30     |
| 4.       | No Man's Land  |          | 3:03     |
| 5.       | Dark Globe     |          | 2:02     |
| 6.       | Here I Go      |          | 3:11     |

| Strana 2       | Strana 2                  | Strana 2       | Strana 2 |
| Pořadí         | Název                     | Autor          | Délka    |
| -------------- | ------------------------- | -------------- | -------- |
| 1.             | Octopus                   |                | 3:47     |
| 2.             | Golden Hair               | Barrett, Joyce | 1:59     |
| 3.             | Long Gone                 |                | 2:50     |
| 4.             | She Took a Long Cold Look |                | 1:55     |
| 5.             | Feel                      |                | 2:17     |
| 6.             | If It's in You            |                | 2:26     |
| 7.             | Late Night                |                | 3:10     |
| Celková délka: | Celková délka:            | Celková délka: | 37:47    |

## Obsazení
- Syd Barrett – kytara, zpěv
- David Gilmour – baskytara, dvanáctistrunná kytara
- Roger Waters – baskytara
- Hugh Hopper – baskytara (2, 3)
- Mike Ratledge – klávesy (2, 3)
- Vic Seywell – lesní roh
- Jerry Shirley, John Wilson – bicí
- Robert Wyatt – bicí (2, 3)